# غاي كاواساكي
غاي كاواساكي (بالإنجليزية: Guy Kawasaki)‏ من مواليد 30 أغسطس 1954 هو مدير للتسويق عمل للعديد من الشركات في وادي السيليكون. كان أحد موظفي شركة آبل المسؤولين عن التسويق لحواسيب ماكنتوش في عام 1984. انضم غاي في مارس 2015 إلى مجلس أمناء مؤسسة ويكيميديا المنظمة غير الربحية التي تشغل موقع ويكيبيديا.

## النشأة
ولد غاي كاواساكي في هونولولو، هاواي، وتخرج بدرجة في علم النفس من جامعة ستانفورد في عام 1976، ثم التحق بمدرسة الحقوق في جامعة كاليفورنيا، دافيس لمدة أسبوعين فقط قبل أن يلاحظ أنه يكره المحاماة، فتركها لينضم إلى مدرسة الإدارة في جامعة كاليفورنيا، لوس أنجلوس.

## وصلات خارجية
- غاي كاواساكي على موقع IMDb (الإنجليزية)
- غاي كاواساكي على موقع إن إن دي بي (الإنجليزية)
- غاي كاواساكي على موقع ديسكوغز (الإنجليزية)
- غاي كاواساكي على موقع قاعدة بيانات الفيلم (الإنجليزية)
- الموقع الرسمي